# Гарсониера
Гарсониерата (на френски: garçonnière – място на ерген, от garçon – момче, младеж, ерген), или студио (на английски: studio apartment/flat), е вид апартамент. Характерно за него е, че няма преградни стени между единствената стая и кухнята. Понякога е считан за частен случай на едностайния апартамент, където обаче кухнята е отделно помещение.
Функционалните зони може да се обособяват с архитектурни и вътрешно-дизайнерски средства: засечки (части под ъгъл), ниши, ниски стени, леки прегради, паравани, завеси и пр. Зоната за готвене (и за хранене евентуално) се нарича кухненски бокс или кухненски ъгъл, като може да е отделена от основната част на помещението чрез декоративна преграда или ниска стена, използвана (с добавен плот) за маса за хранене.
Терминът гарсониера е използван на френски за жилище на по-заможен женен мъж за извънбрачни срещи. Архитектурното решение на жилището с пространство, напълно свободно от вътрешни стени, става популярно в Америка и Европа, особено в средата на творческата младеж, от началото на 20 век. Терминът придобива популярност като обозначение за ергенско жилище, за отделяне от родителите на самостоятелен син, още неженен. Днес не носи такива конотации.